# Pírgos (ort i Grekland, Grekiska fastlandet, Fthiotis, lat 38,81, long 22,17)
Pírgos (Pyrgos) är en ort i Grekland.   Den ligger i prefekturen Fthiotis och regionen Grekiska fastlandet, i den centrala delen av landet, 160 km nordväst om huvudstaden Aten. Pírgos ligger 768 meter över havet och antalet invånare är 106.
Terrängen runt Pírgos är kuperad söderut, men norrut är den bergig. Runt Pírgos är det mycket glesbefolkat, med 4 invånare per kvadratkilometer. Närmaste större samhälle är Spercheiáda, 10,9 km norr om Pírgos. 